# José Ruiz (football)
Pour les articles homonymes, voir Ruiz et José Ruiz.
José Ruiz (naissance en 1904 au Mexique - date de mort inconnue), était un footballeur international mexicain.

## Biographie
Avec le Mexique, il est sélectionné par l'entraîneur mexicain Juan Luque de Serralonga avec 16 autres joueurs (comme les frères Rafael et Francisco, les frères Manuel et Felipe, ou encore Juan Carreño) pour jouer le mondial 1930 en Uruguay
Ils ne passent pas le 1er tour et ne jouent que trois matchs, contre la France (premier match de l'histoire de la coupe du monde), le Chili et l'Argentine.